# Пионеры Windows
Пионеры Windows — семь физических лиц, которые получили награды от корпорации Microsoft в 1994 году, в знак признания их вклада в Майкрософт Windows. Билл Гейтс представил каждого пионера.
Список семи пионеров Windows:
- Алан Купер — известен как отец Visual Basic.
- Гриффин Лайл — создал Micrografx Designer, раннее графическое приложение для Windows.
- Джо Гатридж — руководил разработкой Samna Amí (первый текстовый процессор Windows, позже переименован в Lotus Word Pro).
- Тед Джонсон — руководил разработкой настольной издательской программы PageMaker. Соучредитель Visio Corporation.
- Лео Кениг — руководил разработкой программного обеспечения терминала финансовой информации Reuters.
- Рэй Оззи — создал Lotus Notes. С 2005 по 2010 занимал пост Главного архитектора программного обеспечения Microsoft.
- Чарльз Петцольд — автор серии книг Programming Windows от Microsoft Press, а также многих других классических книг по программированию для Microsoft.